# Hauschild Verlag
Der Hauschild Verlag (H.M. Hauschild GmbH; Druckerei und Verlag) ist eine traditionsreiche Druckerei und ein Verlag in Bremen.

## Geschichte
1855 wurde Heinrich Moritz Hauschild (1825–1904) Teilhaber einer Druckerei in Bremen, Langenstraße 99, mit der Firmenbezeichnung Bünsow & Hauschild. Bünsow stieg 1859 aus dem bescheidenen Unternehmen wieder aus. Große Erfolge hatte das Unternehmen am Ende des 19. Jahrhunderts. Von 1856 bis 1875 wurde von der Druckerei die Auswandererzeitung hergestellt und von 1900 bis 1907 sowie wieder von 1924 bis 1929 die Lloyd-Zeitung. 1901 konnte das neue Geschäftshaus Langenstraße 35–37 bezogen werden. 1902 trat H.M. Hauschild in den Ruhestand und seine Söhne führten das Unternehmen weiter. Der Betrieb entwickelte sich zu einem Großunternehmen. Bekannt war der Hauschild-Kalender mit alten Ansichten von Bremen. 1922 wurde die Offsetdruckerei eingeführt. Ab 1928 erschien die Bremer Kirchenzeitung im Hauschilddruck und 1936 bis 1943 die Zeitschrift Der Schlüssel.
1944 wurde das Geschäftshaus durch Bomben zerstört. 1945 konnte der Betrieb in Sebaldsbrück wieder in Betrieb gehen. Nachdem Adolf Hauschild 1950 verstorben war, führte die Witwe das Unternehmen weiter, bis es an Kaffee Hag und dann an General Foods verkauft wurde. Unternehmensmitarbeiter übernahmen die Firmenleitung. 1980 entstand ein Betriebsgebäude in Bremen-Osterholz. Der Verlag stellt regionale Literatur, insbesondere Bremensien her.
Am 23. August 2013 hat H.M. Hauschild zusammen mit seinem Tochterunternehmen Werbedruck Bremen Insolvenz beim Amtsgericht Bremen beantragt! Am 7. November 2013 wurde bekannt, dass Werbedruck Bremen als WB Verpackungen GmbH weitergeführt wird. Wie es mit dem Verlag H.M. Hauschild weiter geht, ist derzeit unklar. Ende November 2013 hat der Insolvenzverwalter Uwe Kuhmann die Geschäfte des Verlages H.M. Hauschild übernommen.

## Der Betrieb heute
Aktuell werden Sachbücher, maritime Literatur, regionale Bücher, Chroniken von Ortschaften und Firmen, Jahrbücher oder Gemeinschaftsausgaben hergestellt, sowie Kalender, Verkaufsmappen, Broschüren, Prospekte, Postkarten, Plakate, Kunstdrucke, Faltschachteln, Verpackungen und Spezialverpackungen.
Der Verlag wird vom Gesellschafter und Verlagsleiter Friedrich Steinmeyer geleitet. Seit Ende November 2013 werden die Geschäfte vom Insolvenzverwalter Uwe Kuhmann geleitet.